# Lilla Rågholmen
Lilla Rågholmen är en ö i Finland. Den ligger i Finska viken och i kommunen Kyrkslätt i den ekonomiska regionen  Helsingfors i landskapet Nyland, i den södra delen av landet. Ön ligger omkring 24 kilometer sydväst om Helsingfors.
Öns area är 1,7 hektar och dess största längd är 180 meter i öst-västlig riktning.